# Wybory do Lokalnej Rady Samorządowej Nauru w 1955 roku
Drugie wybory do Lokalnej Rady Samorządowej Nauru miały miejsce 10 grudnia 1955 roku. Jedynie trzech polityków uzyskało reelekcję. W tej kadencji, przewodniczącym został nowy polityk – Hammer DeRoburt z Boe.

## Przebieg wyborów i wyniki
System wyborczy był taki sam jak w poprzednich wyborach. Mieszkańcy wybierali dziewięciu członków z ośmiu okręgów wyborczych; każdy mieszkaniec uprawniony do głosowania miał również prawo do kandydowania w wyborach.
W wyborach wzięło udział 39 kandydatów (o 18 więcej niż w poprzednich wyborach). W sumie oddano 803 głosy (zarejestrowanych głosujących było 832), z czego 14 było nieważnych.
| Okręg wyborczy                                                  | Wybrani posłowie                |
| --------------------------------------------------------------- | ------------------------------- |
| Aiwo                                                            | Raymond Gadabu *                |
| Anabar                                                          | Agoko Doguape                   |
| Anetan                                                          | Roy Degoregore *                |
| Boe                                                             | Hammer DeRoburt                 |
| Buada                                                           | Austin Bernicke *               |
| Meneng                                                          | Elliott Halstead                |
| Ubenide                                                         | Jacob Dagabwinare, Victor Eoaeo |
| Yaren                                                           | Joseph Audoa                    |
| Przy posłach, którzy uzyskali reelekcję, znajduje się gwiazdka. |                                 |
| Źródło:                                                         |                                 |

Na przewodniczącego wybrano reprezentanta okręgu Boe, którym był Hammer DeRoburt.